# Дьячков, Алексей Владимирович
Алексей Владимирович Дьячков (род. 28 мая 1971, Новгород) — российский поэт.

## Биография
В 1993 году окончил строительный факультет Тульского политехнического института. Живёт и работает в Туле. Публиковался в журналах «Новый мир», «Арион», «Волга», «Новая Юность», «Дружба народов», «Сибирские огни», «Урал», «Крещатик», «Интерпоэзия», «Homo Legens».
Лауреат литературных премий журналов «Арион» (2019), «Интерпоэзия» (2020 год), «Новый мир» (2021).

### Книги
- Райцентр. — М.: Мир энциклопедий Аванта+/Аванта, 2010. ISBN 978-5-98986-294-8, 978-5-271-24062-1.
- Государыня рыбка. — М.: Водолей, 2013. ISBN 978-5-91763-116-5.
- Игра воды. — б.м.: Издательские решения, 2015. ISBN 978-5-4474-0562-5.
- Короткое лето. — б.м.: Издательские решения, 2017. ISBN 978-5-4485-3458-4.
- Семейство сложноцветных. — б.м.: Издательские решения, 2020. ISBN 978-5-0051-2495-1.
- Хлебная площадь. — М.: Литературный клуб "Классики XXI века". Поэзия. 2021. ISBN 978-5-906568-17-5.
- Дед и сад. - Ростов-на-Дону: Prosodia, 2024. ISBN 978-5-6047031-5-1.

### Публикации
- Дьячков, Алексей Владимирович в «Журнальном зале»
- Страница на сайте "Плавучий мост"
- Страница на сайте "Сетевая словесность"
- Страница на сайте «Радио Свобода»
- Страница на сайте "Опушка"
- Страница на сайте "Лиterraтура" №1
- Страница на сайте "45 параллель"
- Страница на сайте "Альманах "Новой Камеры Хранения"
- Страница на сайте "Новый Гильгамеш"
- Страница на сайте "Textura.club"
- Страница на сайте "Лиterraтура" №2
- Страница на сайте "Формаслов"
- Страница на сайте "Дегуста"
- Страница на сайте Prosodia
- Страница на сайте Полутона
- Страница на сайте литературного журнала "Пролиткульт"